# Minamoto no Yoshiie

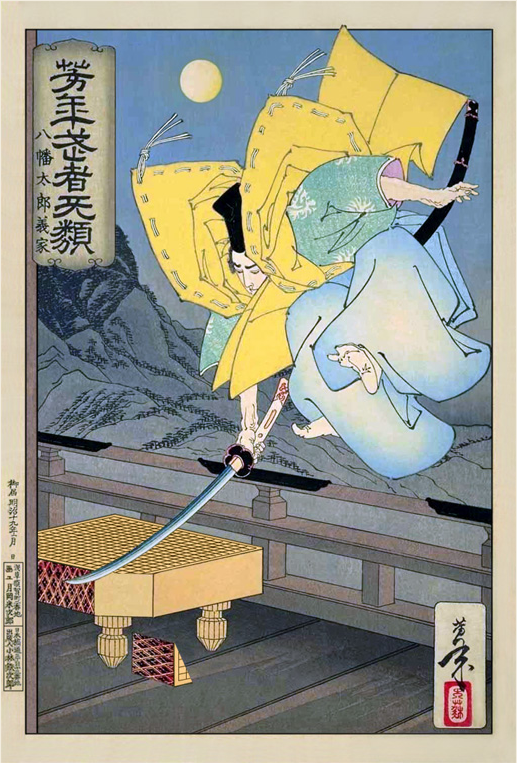
"Legenda samuraiului" Hiroaki Sato

Minamoto No Yoshiie (源 義 家; 1039 - 4 august 1106), de asemenea cunoscut și sub numele de Hachimantarō, a fost un samurai al clanului Minamoto , la sfârșitul perioadei Heian și Chinjufu-shōgun (comandantul șef al apărării Regiunii Nordice). 
Fiind Primul fiu al lui Minamoto no Yoriyoshi,  s-a dovedit vrednic în luptă pentru clanul Abe în războiul Zenkunen (Războiul Timpuriu de Nouă Ani) și clanul Kiyohara în războiul Gosannen (ulterior, în războiul de trei ani). Ulterior, el a devenit simbolul îndemânării și vitejiei samurailor. 

## Războiul Zenkunen

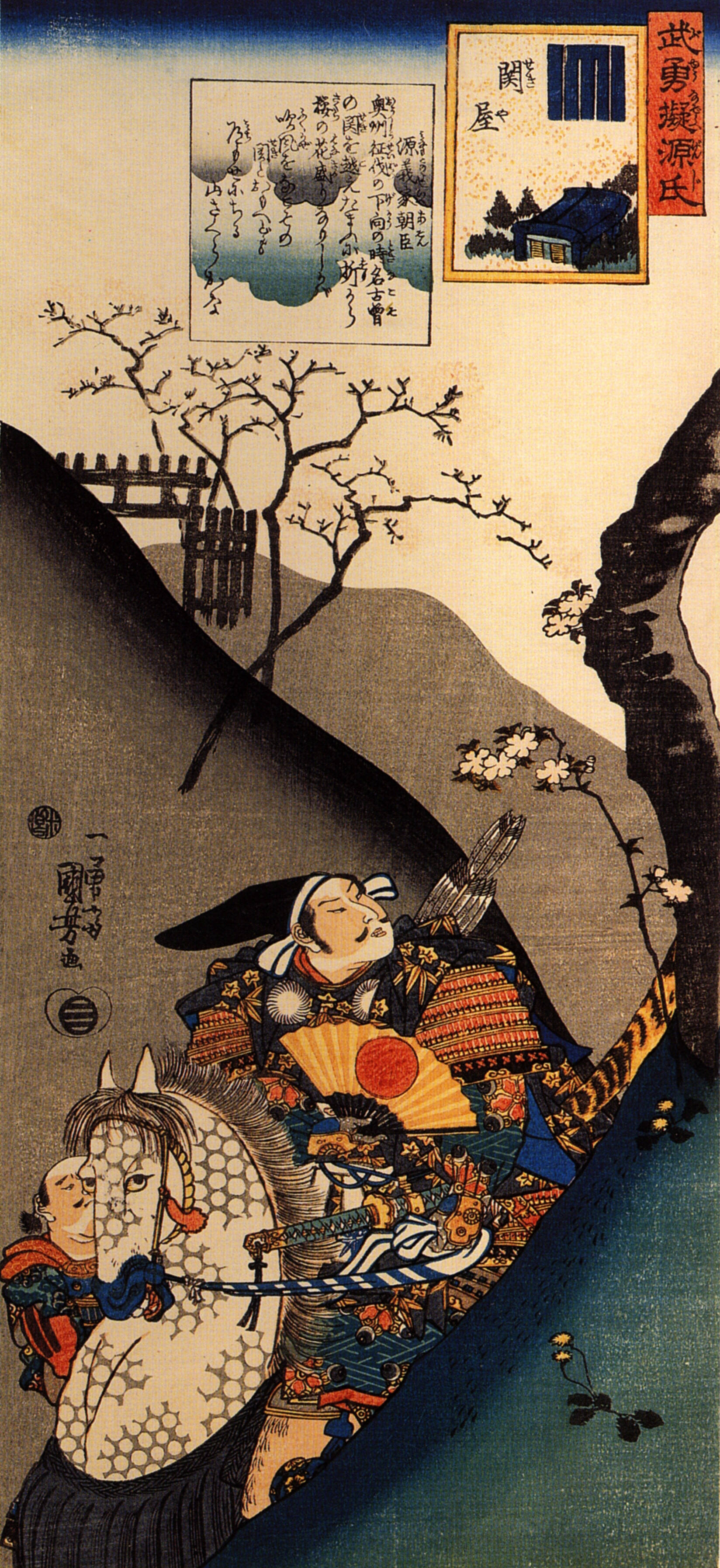
Minamoto no Yoshiie tinând un evantai japonez de război care are un simbol japonez al discului de soare

În 1050, Abe no Yoritokiie a încredințat postul lui de Chinjufu-shōgun, așa cum practica clanul Abe de mai multe generații; el a fost comandantul principal al apărării Regiunii Nordice Honshū împotriva poporului natal Ezo (Ainu). Cu toate acestea, Yoritoki a comandat întreaga regiune, neîncredințând guvernatorul oficial orice fel putere adevărată. Drept urmare, tatăl lui Yoshiie a fost numit atât shogun chinjufu, cât și guvernator, iar Yoshiie a călătorit înspre regiunea din nord alături de el pentru a rezolva situația. 
Campania împotriva clanului Abe a durat douăsprezece ani (nouă propriu-ziși și trei ani de armistiții). 
Yoshiie a luptat alături de tatăl său în majoritatea luptelor, inclusiv a bătăliei de la Kawasaki și a Asediului din Kuriyagawa .  

 Abe no Yoritoki a murit în 1057, când fiul său, Abe no Sadato, a fost nevoit sa ia controlul asupra  forțelor tatălui său. 
 Primul fiu al lui Yoriyoshi, Hachimantarō, a mers direct, de-a lungul râului Koromo, și a strigat: „Domnule, vă arătați spatele inamicului! Nu vă e rușine? Întoarceți-vă un minut, am ceva de spus.  

 Când Sadato s-a întors, Yoshiie a spus: 
Koromo no tate wa hokorobinikeri ("Castelul Koromo a fost distrus" sau, alternativ, "Urzicile hainii dumneata s-au desfăcut". ) 
Sadato și-a relaxat oarecum frâiele și, întorcându-și capul cu tot cu coif, a răspuns cu: 
Toshi o heishi ito no midare no kurushisa ni ("De-a lungul anilor, firele sale s-au încurcat, iar acest lucru mă îndurera ". ) 

 Auzind acest lucru, Yoshiie a îndepărtat săgeata pe care o pregătise pentru a trage și s-a întors în tabăra sa. În mijlocul unei bătălii atât de sălbatice, asta a fost un lucru gentil de făcut.  
 Yoshiie s-a întors la Kyoto la începutul anului 1063 cu șefii lui Abe no Sadato și cu mulți alții. 
Ca urmare a îndemânării sale nemaivăzute în luptă, acesta a câștigat numele de Hachimantarō, referindu-se la acesta ca fiind fiul lui Hachiman, zeul războiului. 
În anul următor, Yoshiie a luat mai mulți adepți ai lui Abe, pe care i-a făcut ucenici ai săi. 

## Războiul ulterior, de trei ani

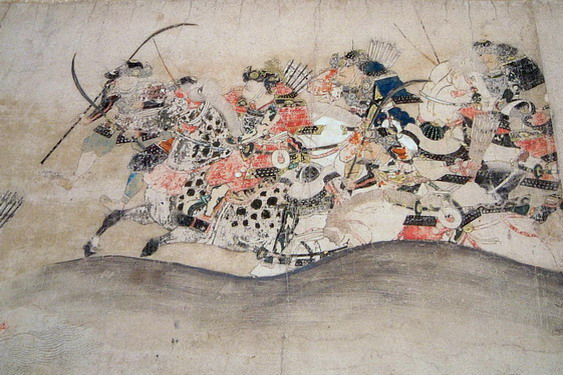
Războiul ulterior, de trei ani

Douăzeci de ani mai târziu, Yoshiie a fost iar comandantul șef într-un alt conflict important din perioada Heian. Începând cu 1083, acesta a luptat cu familia Kiyohara, care luptase împreunca cu el și de tatăl său împotriva lui Abe, dar care, de atunci, s-au dovedit a fi conducători deficitari pentru provinciile din nord. 
Numit guvernator al provinciei Mutsu în 1083, Yoshiie a luat problema în propriile brate, fără niciun ordin de la Curtea Imperială, aceea de a aduce pace și ordine în regiune. O serie de dispute între Kiyohara no Masahira, Narihira și Iehira asupra conducerii clanului au condus la mijloace violente. 
Au apărut o serie de lupte și discuții aprinse între forțele lui Yoshiie și cele ale diferitelor sub-clasele clanului Kiyohara. Totul a izbucnit în 1087, la sediul din Kanazawa. Yoshiie, împreună cu frații săi mai mici: Minamoto no Yoshimitsu și Fujiwara Kiyohira, au atacat liniile frontului ale lui Kiyohara no Iehira și a unchiul lor Kiyohara no Takahira . 
După multe luni de dispute și încăierări eșuate, sediului i-a fost dat foc, iar Kiyohara învinși; Takahira și Iehira au fost uciși. Forțele Minamoto au suferit de asemenea pierderi mari și se spune că Yoshiie a fost un lider deosebit de priceput, păstrând moralul ridicat și disciplină în rândul soldaților. 

## Bătrânețea
"Yoshiiye s-a întors la Kyoto, unde el și tovarășii săi și-au reluat posturile militare în comanda Gărzilor Palatului și a Escortelor Suveranului."  
Singura dramă ce a avut loc a fost când fiul său cel mai mare, Yoshichika a fost alungat la Sanuki .  
Evadând la Izumo, Yoshichika a început o revoltă careia i-a fost pus capat de generalul Taira Masamori în 1108, tatăl lui Taira no Tadamori .  :254–255

## Familie
- Tatăl: Minamoto no Yoriyoshi (源 頼 義, 988–1075)
- Mama: fiica lui Taira no Naokata (平直 方 の 娘) 
  - Soția: fiica lui Fujiwara no Aritsuna (藤原 有 綱 の 娘) 
    - Al treilea fiu: Minamoto no Yoshitada (源 義忠, 1083–1109)
    - Fiul: Minamoto no Yoshikuni (源 義 国, 1091–1155)

  - Soția: fiica lui Minamoto no Takanaga (源 隆 長 の 娘) 
    - Al doilea fiu: Minamoto no Yoshichika (源 義 親,? –1108)

  - Mama necunoscuta: 
    - Primul fiu: Minamoto no Yoshimune (源 義 宗,? -? )
    - Al 6-lea fiu: Minamoto no Yoshitoki (源 義 時,? -? )
    - Al 7-lea fiu: Minamoto no Yoshitaka (源 義隆,? –1160)
    - Fiică: soția prințului imperial Sukehito (輔仁 親王 室), fiul împăratului Go-Sanjo .
    - Fiică: soția lui Minamoto no Shigeto (源 重 遠 室)

## Vezi de asemenea
- Seiwa Genji
- Minamoto no Yoritomo
- Minamoto no Yorinobu

## Linkuri Externe
- Minamoto no Yoshiie la Samurai-Archives.com Arhivat în 25 septembrie 2013, la Wayback Machine.